# Войцех Дзембовський
Войцех Анджей Дзембовський (пол. Wojciech Andrzej Dziembowski; 14 січня 1940, Варшава — 10 лютого 2025) — польський астроном, спеціаліст з астросейсмології, член Польської академії наук і Польської академії знань.

## Біографія
Навчався в Ягеллонському університеті. Ступінь доктора філософії здобув 1967 року у Варшавському університеті, а звання професора — 1983 року. Член-кореспондент Польської академії наук з 1989 року, дійсний член з 2007 року.
У 1967—1969 роках проходив наукове стажування в Колумбійському університеті в Нью-Йорку. З 1969 р. співробітник Астрономічного центру імені Миколая Коперника у Варшаві, а в 1987—1992 роках — директор цього центру. З 1997 року професор Астрономічної обсерваторії Варшавського університету.

## Наукова діяльність
Войцех Дзембовський спеціалізується на вивченні теорії будови та коливань зір, сейсмічному дослідженні структури, обертання та магнітного поля надр Сонця, інтерпретації змінності зір різних типів, побудові сейсмічних моделей зір.

## Публікації
Найважливіші праці :
- Oscillations of giants and supergiants, 1977
- Nonlinear mode coupling in oscillating stars, 1982
- The radial gradient in the Sun's rotation, 1989
- Solar model from helioseismology and the neutrino flux problem, 1990
- The opacity mechanism in B-type stars, 1993
- Oscillations of α UMa and other red giants, 2001
- Asteroseismology of the β Cephei star ν Eridani, 2004

## Нагороди та відзнаки
- Нагорода 3-го відділу математичних, фізичних і хімічних наук Польської академії наук (1978)
- Medaille de l'Adion Обсерваторії Ніцци (2000)
- Золота медаль Вроцлавського університету (2005)
- Медаль Богдана Пачинського (2019)[3]
- Названий на честь нього 301-й симпозіум Міжнародного астрономічного союзу: «Прецизійна астросеймологія. Відзначення наукового опусу Войтека Дзембовського» (Вроцлав, 2013)[4]

## Виноски
1. ↑  http://czlonkowie.pan.pl/czlonkowie/sites/Biogram.html?id=4402
2. ↑  Notka W.D. na stronie PAN. Архів оригіналу за 4 березня 2016. Процитовано 21 лютого 2023.
3. ↑  Laureaci nagród Polskiego Towarzystwa Astronomicznego | Polskie Towarzystwo Astronomiczne
4. ↑  6, Radosław Smolec, "Trzęsienia Słońca i gwiazd"